# Amager-Øbro Taxi
Amager-Øbro Taxi hedder i dag Taxi 4x27 (læs: fire gange syvogtyve) og er et københavnsk taxiselskab med rødder tilbage til december 1927. Selskabet dækker i dag København, Aarhus, Frederikshavn/Skagen samt Odense.
I 2017 er der tilsluttet knap 300 vogne. 
Selskabet kører med det østrigske trafikstyringssystem FMS/Austrosoft. 
I 2013 fik taxiselskabet rettighederne til telefonnummeret 27272727, og ændrede navn til Amager- Øbro Taxi 4x27.